# Jim Dowd
Jim Dowd, egentligen James Patrick Dowd, född 5 mars 1951 i Bad Eilsen i Tyskland, är en brittisk politiker som 1992-2017 var parlamentsledamot för Labour.
Han blev invald i parlamentet 1992 för valkretsen Lewisham West i London. Inför valet 2017 valde han att inte ställa upp för omval. Han hade tidigare varit lokalpolitiker i Lewisham.
Han var anhängare av Tony Blairs politiska linje och stödde Irakkriget.[källa behövs]